# Анево
А́нево (болг. Анево) — село в Пловдивській області Болгарії. Входить до складу общини Сопот.

## Населення
За даними перепису населення 2011 року у селі проживали 1073 особи.
Національний склад населення села:
| Національність   | Кількість осіб | Відсоток |
| ---------------- | -------------- | -------- |
| болгари          | 708            | 76,5%    |
| турки            | 170            | 18,4%    |
| цигани           | 42             | 4,5%     |
| інша             | 0              | 0%       |
| не визначились   | 6              | 0,6%     |
| Всього відповіли | 926            |          |

Розподіл населення за віком у 2011 році:
Динаміка населення: